# Concerto para Diana
O Concerto para Diana (em inglês: Concert for Diana) foi um concerto beneficente que foi realizado no Estádio de Wembley, Londres, no dia 1º de julho de 2007, em homenagem à falecida Diana, Princesa de Gales (1961-1997). Nessa data, a princesa teria completado seu aniversário de quarenta e seis anos. O concerto foi organizado pelos filhos de Diana, os Príncipes William e Harry.
Todos os artistas do concerto atuaram gratuitamente
O megashow foi transmitido via televisão em 140 países do mundo, com uma audiência estimada em 500 milhões de pessoas. A primeira lava de ingressos (22.500 tíquetes, com um preço de £45 libras esterlinas cada), colocada à venda em 13 de dezembro de 2006, esgotou-se em 17 minutos. 63 mil pessoas compareceram ao concerto. No final, um vídeo sobre a infância de Diana foi apresentado, com a canção These Are the Days of Our Lives, da banda Queen.

## Caridade
O dinheiro arrecadado com a venda dos ingressos para o concerto será doado para:
- O Fundo Memorial de Diana, Princesa de Gales
- Centrepoint
- Sentebale

## Transmissão
Concert for Diana foi televisado pela BBC One, BBC HD e BBC Radio 2 no Reino Unido; pela VH1 e MHD nos Estados Unidos; pela VH1 Latin America na América Latina; pela Foxtel na Austrália; pela CTV no Canadá; pela STAR TV na Ásia; e pela WOWOW no Japão.

## Performances e locutores

### Ordem de performances
1. Sir Elton John - "Your Song", "Saturday Night's Alright for Fighting", "Tiny Dancer" e "Are You Ready For Love?"
2. Duran Duran - "(Reach Up for the) Sunrise", "Wild Boys" e "Rio"
3. James Morrison - "You Give Me Something" e "Wonderful World"
4. Lily Allen - "LDN" e "Smile"
5. Fergie - "Glamorous" e "Big Girls Don't Cry"
6. The Feeling - "Fill My Little World" e "Love It When You Call"
7. Pharrel Williams - "Drop It Like It's Hot" e "She Wants To Move (Remix)"
8. Nelly Furtado - "Say It Right", "I'm Like a Bird" e "Maneater"
9. English National Ballet - "Swan Lake" (Act IV)
10. Status Quo - "Rockin' All Over The World"
11. Joss Stone - "You Had Me" e "Under Pressure" (Queen)
12. Roger Hodgson - Supertramp Medley "Dreamer", "The Logical Song", "Breakfast in America" e "Give a Little Bit"
13. Orson - "Happiness" e "No Tomorrow"
14. Sir Tom Jones e Joe Perry - "Kiss", "I Bet You Look Good On The Dancefloor" e "Ain't That A Lot of Love?" (com Joss Stone)
15. Will Young - "Switch It On"
16. Natasha Bedingfield - "Unwritten"
17. Bryan Ferry - "Slave to Love", "Make You Feel My Love" (Bob Dylan) e "Let's Stick Together (Wilbert Harrison)
18. Anastacia - "Superstar" de Jesus Christ Superstar
19. Connie Fisher e Andrea Ross - "Memory" de Cats
20. Andrea Bocelli - "The Music of the Night" de The Phantom of the Opera
21. Josh Groban e Sarah Brightman - "All I Ask of You" de The Phantom of the Opera
22. Donny Osmond, Jason Donovan e Lee Mead - "Any Dream Will Do" de Joseph and the Amazing Technicolor Dreamcoat
23. Rod Stewart - "Maggie May", "Baby Jane" e "Sailing"
24. Kanye West - "Gold Digger", " Touch the Sky", "Stronger", "Diamonds from Sierra Leone" e "Jesus Walks"
25. Diddy - "I'll Be Missing You"
26. Take That - "Shine", "Patience" e "Back For Good"
27. Ricky Gervais e Mackenzie Crook - "Free Love Freeway"

### Ordem de locutores
1. Príncipe William de Gales e Príncipe Harry de Gales
2. Sienna Miller e Dennis Hopper
3. Kiefer Sutherland
4. Ryan Seacrest, Simon Cowell e Randy Jackson
5. Natasha Kaplinsky
6. Dennis Hopper
7. Fearne Cotton
8. Gillian Anderson
9. Boris Becker e John McEnroe
10. Cat Deeley
11. Kiefer Sutherland
12. Patsy Kensit
13. Jamie Oliver
14. David Beckham
15. Ben Stiller (mensagem pré-gravada)
16. Ricky Gervais
17. Príncipe William de Gales e Príncipe Harry de Gales
18. Nelson Mandela (mensagem pré-gravada)

## Curiosidades
- Organizadores do evento tentaram garantir as participações de Madonna e da banda Red Hot Chili Peppers, que trocaram o Concert for Diana pelo Live Earth